# Чеська і Словацька Федеративна Республіка
Чеська і Словацька Федеративна Республіка (чеськ. Česká a Slovenská Federativní Republika; словац. Česká a Slovenská Federatívna Republika) — останній етап в історії Чехословаччини, що розпочався з повалення комуністичного режиму в Чехословаччині після Оксамитової революції в кінці 1989 року і завершився розпадом держави з 1 січня 1993 року.

## Історія
Поштовх до Оксамитової революції 1989 року (чеськ. sametová revoluce, словац. nežná revolúcia) зробили процеси демократизації та гласності, що тривали в СРСР та інших країнах соціалістичного табору. Після проголошення Горбачовим курсу на перебудову Густав Гусак (під час «празької весни» — палкий прибічник Дубчека) у 1987 році пішов у відставку з посади Генерального секретаря ЦК КПЧ (зберігши за собою пост Президента ЧССР). 25 березня 1988 року в Братиславі пройшла демонстрація зі свічками, організована католицькими активістами. Цього ж року опозиція організувала маніфестації у ювілейні дати історії Чехословаччини (1918, 1948 і 1968). З 15 до 24 січня 1989 року за підтримки церкви була організована серія масових маніфестацій, присвячених 20-річному ювілею самоспалення студента Яна Палаха.
Приблизно з осені 1989 року розпочався процес демонтажу соціалістичної системи «згори», який супроводжувався масованими демонстраціями. 17 листопада була організована студентська демонстрація, формально присвячена річниці поховання Яна Оплетала — студента Карлова університету в Празі, загиблого 11 листопада 1939 року під час протестів проти фашистської окупації Чехословаччини. Після неї пішли чутки, що студент Мартін Шмід ніби загинув в результаті застосування сили міліцією, яка розганяла демонстрантів. Насправді Шмід був живий, а відповідний спектакль розіграв лейтенант держбезпеки Людвік Зіфчак — який за його твердженням, нібито діяв за наказом генерал-лейтенанта Алоїза Лоренца. Ці чутки стали детонатором антиурядових виступів. 18 листопада до акцій студентів приєдналась творча інтелігенція з театрів. 20 листопада студенти столиці оголосили про страйк, який того ж дня підтримали практично всі виші країни. В центрі Праги та в інших містах почались масові демонстрації. До акцій студентів почали долучатись багато інших людей; за оцінками, потім у Празі кількість їхніх учасників сягала 250 тис. чоловік. 21 листопада опозицію підтримав кардинал Чехії Франтішек Томашек. В Чехії та Моравії лідери неофіційних угрупувань негайно сформували політичний рух «Громадянський форум», у Словаччині — рух «Громадськість проти насилля» (ГПН). Очоливши народне невдоволення, вони уміло надали йому організованого характеру.
На відміну від подій 1968 року, що завершились введенням військ, у листопаді 1989 року ЦК КПРС та особисто Горбачов проявили нейтральність до розвитку подій у Чехословаччині. 24 листопада керівництво Комуністичної партії Чехословаччини пішло у відставку. Новим генеральним секретарем КПЧ став Карел Урбанек. Опозиції запропонували четверту частину місць у новому уряді, але цю пропозицію Громадянський форум і ГПН не прийняли. У відповідь на відмову нового уряду безумовно передати владу опозиції, вона перейшла до наступного акту революції. 26 листопада в центрі Праги відбувся грандіозний мітинг, а 27 листопада розпочався загальний страйк. 28 листопада на черговій зустрічі уряду ЧССР і правлячого Національного Фронту з представниками «Громадянського форуму» було прийнято рішення про скасування положення щодо провідної ролі компартії, закріпленого в Конституції ЧССР. 29 листопада Національні збори затвердили цю поправку до Конституції.
10 грудня президент Густав Гусак доручив Маріану Чалфі створити «уряд народної згоди». Ствердження про те, що це був перший з 1948 року не комуністичний уряд, є некоректними: в ньому комуністи й опозиція отримали однакову кількість місць. Після формування цього уряду президент Гусак подав у відставку, певною мірою повторивши послідовність дій президента Бенеша 1948 року: як і тоді, зміна влади обійшлась без людських жертв і в межах конституційних норм. 29 грудня Національні збори обрали на посаду президента ЧССР відомого правозахисника, дисидента Вацлава Гавела. Того ж дня Національні збори обрали своїм головою Олександра Дубчека, який повернувся до політики.
1990 року «реконструкція» парламенту продовжилась, в результаті чого КПЧ втратила там більшість. Припинили свою діяльність організації КПЧ в армії, прикордонних військах, військах МВС, корпусі національної безпеки, органах прокуратури, юстиції та інших силових структурах. Зміна політичної системи потягнула за собою якісну зміну складу правлячої еліти, ядро якої склали дисиденти і правозахисники, що діяли в Чехословаччині з 1970-их років. Нове керівництво Чехословаччини взяло курс на зміцнення політичного плюралізму й дерегулювання економічного життя.
З приходом до влади нових політичних сил тенденції політичного розмежування Чехії та Словаччини узяли, урешті-решт, гору над ідеями державного єднання чехів та словаків, які відстоювали у 1918 році Томаш Масарик, Едуард Бенеш й інші батьки-засновники незалежної чехословацької держави. Після того, як у березні 1990 року Федеральні збори відмовились від попередньої назви країни (Чехословацька Соціалістична Республіка), спалахнула так звана «війна через рисочку»: частина словацьких політиків вимагала писати назву країни через дефіс («Чехо-Словаччина»), натомість в Чехії наполягали на збереженні попереднього написання «Чехословаччина» в одне слово. Компромісне написання «Чеська та Словацька Федеративна Республіка» (ЧСФР, з варіантом без дефіса для чеської і з дефісом для словацької мов) було затверджено тільки у квітні. У червні 1990 року були проведені вибори до Федеральних зборів ЧСФР, у листопаді 1990 року — до місцевих рад. Перед початком передвиборчої кампанії «Громадянський форум» і ГПН були перетворені на рух, який об'єднав безпартійних громадян й низку дрібних партій (до 1990 року в країні налічувалось близько 40 партій). Хоча проблема з назвою країни та її написанням була розв'язана, нова політична еліта переконала громадськість в необхідності остаточного розмежування. 
17 липня 1992 року Народна рада Словаччини прийняла декларацію про незалежність Словацької республіки. Остаточною ж датою розпаду Чехословаччини вважають 1 січня 1993 року, коли країна мирним шляхом розпалась на Чехію та Словаччину. Сталось так зване оксамитове розлучення (за аналогією з оксамитовою революцією).